# Райнер Дірксен
Райнер Дірксен (нім. Reiner Dierksen; 24 березня 1908, Езенгаузен — 15 травня 1943, Мексиканська затока) — німецький офіцер-підводник, корветтен-капітан крігсмаріне. Кавалер Німецького хреста в золоті.

## Біографія
1 квітня 1933 року вступив на флот. З жовтня 1938 року — командир мінного тральщика M5 1-ї флотилії. З липня 1940 року — командир 32-ї флотилії мінних тральщиків. З 31 березня по 27 липня 1941 року пройшов курс підводника, з 1жовтня по 15 листопада — курс командира підводного човна. З 15 грудня 1941 року — командир підводного човна U-176, на якому здійснив 3 походи (разом 216 днів у морі). 15 травня 1943 року U-176 був потоплений в Карибському морі північно-східніше Гавани глибинними бомбами кубинського патрульного катера CS-13. Всі 53 члени екіпажу загинули.
Всього за час бойових дій потопив 11 кораблів загальною водотоннажністю 53 307 тонн.
| Дата              | Назва корабля   | Тип               | Тоннаж | Вантаж                                                                                                   | Екіпаж | Загинули | Країна             | Конвой  |
| ----------------- | --------------- | ----------------- | ------ | --- | ------ | -------- | ------------------ | ------- |
| 4 серпня 1942     | Richmond Castle | Торговий теплохід | 7,798  | 5250 тонн мороженого м'яса                                                                               | 64     | 14       | Британська імперія |         |
| 8 серпня 1942     | Kelso           | Торговий пароплав | 3,956  | 4618 тонн генеральних вантажів, в тому числі 2000 тонн боєприпасів                                       | 44     | 3        | Британська імперія | SC-94   |
| 8 серпня 1942     | Mount Kassion   | Торговий пароплав | 7,914  | 9700 тонн генеральних вантажів                                                                           | 54     | 0        | Королівство Греція | SC-94   |
| 8 серпня 1942     | Trehata         | Торговий пароплав | 4,817  | 3000 тонн сталі, 1000 тонн промислових товарів і 3000 тонн продуктів харчування, включаючи з сало та сир | 56     | 31       | Британська імперія | SC-94   |
| 9 серпня 1942     | Radchurch       | Торговий пароплав | 3,701  | Залізна руда                                                                                             | 42     | 2        | Британська імперія | SC-94   |
| 25 серпня 1942    | Empire Breeze   | Торговий пароплав | 7,457  | Баласт                                                                                                   | 49     | 1        | Британська імперія | ONS-122 |
| 27 листопада 1942 | Polydorus       | Торговий пароплав | 5,922  | 8657 тонн військових запасів, в тому числі 1500 тонн боєприпасів                                         | 81     | 1        | Нідерланди         | ON-145  |
| 13 грудня 1942    | Scania          | Торговий теплохід | 1,629  | 1000 тонн солоних шкур, 1200 тонн вовни і 50 тонн солоних шкур у бочках.                                 | 25     | 0        | Швеція             |         |
| 16 грудня 1942    | Observer        | Торговий пароплав | 5,881  | 3000 тонн хромової руди                                                                                  | 81     | 66       | Британська імперія |         |
| 13 травня 1943    | Mambi           | Паровий танкер    | 1,983  | Баласт                                                                                                   | 34     | 23       | Куба               | NC-18   |
| 13 травня 1943    | Nickeliner      | Паровий танкер    | 2,249  | 3400 тонн аміачної води                                                                                  | 31     | 0        | США                | NC-18   |

## Звання
- Кандидат в офіцери (1 квітня 1933)
- Морський кадет (23 вересня 1933)
- Фенріх-цур-зее (1 липня 1934)
- Оберфенріх-цур-зее (1 квітня 1936)
- Лейтенант-цур-зее (1 жовтня 1936)
- Оберлейтенант-цур-зее (1 червня 1938)
- Капітан-лейтенант (1 квітня 1940)
- Корветтен-капітан (1 травня 1943)

## Нагороди
- Медаль «За вислугу років у Вермахті» 4-го класу (4 роки)
- Нагрудний знак мінних тральщиків (1940)
- Залізний хрест
  - 2-го класу (1940)
  - 1-го класу (3 жовтня 1942)
- Нагрудний знак підводника (19 лютого 1943)
- Німецький хрест в золоті (7 січня 1944, посмертно)